# Ordinary Love
|  | Aquest article tracta sobre la cançó d'U2. Si cerqueu la pel·lícula de 2019, vegeu «Eternament enamorats». |

«Ordinary Love» és una cançó del grup irlandès U2, la primera en tres anys des de l'edició l'any 2009 de l'àlbum No Line on the Horizon. La cançó forma part de la banda sonora de la pel·lícula Mandela, el llarg camí a la llibertat, protagonitzada per Idris Elba i Justin Chadwick, que va presentar-se al Toronto International Film Festival de l'any 2013, i que s'estrenarà als cinemes el 29 de novembre de 2013. La pel·lícula versa sobre l'autobiografia del líder sud-africà Nelson Mandela. Segons la mateixa banda, per a buscar la inspiració per a compondre la cançó, van visualitzar alguns fragments de la pel·lícula.
No s'ha confirmat sí la nova cançó formarà part del nou disc que el grup irlandès està preparant, inicialment, per a principis de l'any 2014. La cançó va ser presentada amb antelació a la mateixa pàgina web del U2, el dia 17 d'octubre de 2013, i pot després ja es va fer pública a la resta de mitjans internacionals. Aquesta no és la primera incursió del grup irlandès en el món de les bandes sonores, ja que per exemple, havien treballat amb el productor de la pel·lícula Harvey Weinstein en anteriors films, incloent una nominació als Oscars i un Globus d'Or per la cançó «The Hands That Built America», de la pel·lícula Gangs of New York, de Martin Scorsese.